# Bataille de Fatshan Creek
Seconde guerre de l'opium
Batailles
- Bogue
- Bataille des forts de la Rivière des Perles
- Canton (1re)
- Fatshan Creek
- Canton (2e)
- Forts de Taku (1re)
- Forts de Taku (2e)
- Forts de Taku (3e)
- Zhangjiawan
- Palikao

La bataille de Fatshan Creek est un engagement naval livré le 1er juin 1857 en Chine, pendant la Seconde guerre de l'opium (1856-1860).

## Déroulement
Une flotte chinoise composée de près de 70 jonques, est ancrée, sous la protection des canons d'un fort, au mouillage de Fatshan Creek, à 70 kilomètres au sud de Canton. Le contre-amiral Michael Seymour chef de l'escadre britannique, décide de détruire cette flotte, qui est attaquée en conséquence par une dizaine de canonnières dont il partage le commandement avec le commodore Henry Keppel. Les Britanniques commencent par s'emparer du fort, puis leurs petits bâtiments pénètrent dans le mouillage, dont les Chinois avaient vainement tenté d'interdire l'accès en sabordant plusieurs jonques à son entrée. Un sévère combat d'artillerie s'engage. La discipline, la technologie et l'entraînement supérieurs des Britanniques emportent la décision et la flotte chinoise est incendiée. Une vingtaine de jonques parviennent à s'extraire de la nasse, mais rattrapées par les canonnières dont certaines sont mues par la vapeur et sont plus rapides que les navires chinois, elles sont toutes systématiquement capturées ou détruites.
Deux ans plus tard, les Chinois prennent leur revanche sur la Royal Navy. Le 25 juin 1859, ils repoussent avec pertes une attaque menée par la flotte anglaise contre les forts du
Peiho et lui coulent quatre canonnières lors de cette bataille qui constitue la seule défaite majeure navale subie par le Royaume-Uni pendant l'ère victorienne.